# Голуб Олег Володимирович
Оле́г Володи́мирович Го́луб (нар. 4 вересня 1985 — 24 липня 2016) — солдат Збройних сил України, учасник російсько-української війни.

## Життєпис
Народився 1985 року в місті Запоріжжя; проживав у Хортицькому районі, працював водієм на заводі «Кремнійполімер».
15 липня 2015 року мобілізований; солдат, водій БТР (під час виконання бойових завдань виконував обов'язки стрільця-помічника гранатометника) 2-ї десантно-штурмової роти 122-го окремого аеромобільного батальйону, 81-ша бригада.
24 липня 2016 року загинув опівдні у промзоні Авдіївки під час бойового зіткнення з ДРГ противника: троє десантників прийняли нерівний бій, загинули Олег Голуб та старший сержант Руслан Арсієнко, один зазнав поранення, противник поніс втрати в живій силі.
27 липня 2016-го похований на цвинтарі Святого Миколая у Запоріжжі.
Без Олега лишилися батьки, брат, дружина, донька 2010 р.н. і син 2012 р.н.

## Нагороди та вшанування
- указом Президента України № 511/2016 від 19 листопада 2016 року «за особисту мужність і високий професіоналізм, виявлені у захисті державного суверенітету та територіальної цілісності України, вірність військовій присязі» — нагороджений орденом «За мужність» III ступеня (посмертно)[1].
- 21 червня 2017 року нагороджений орденом «За заслуги перед Запорізьким краєм» III ступеня (посмертно)[2].